# Макклур, Майкл
Майкл Макклур (англ. Michael McClure; 20 октября 1932 — 4 мая 2020) — американский поэт, писатель, сценарист, актёр, кинорежиссёр и автор песен. Представитель битничества.
Переехав в молодости в Сан-Франциско, МакКлур стал одним из ключевых персонажей послевоенного поколения битников, и заслужил упоминания под именем Пэт МакЛир в романе «Биг-Сур» Керуака.
Первый поэтический сборник МакКлура, «Passage», был опубликован в 1956 году небольшим издательством Jonathan Williams. Его поэзия глубоко пронизана признанием естественной природы, особенно сильны мотивы животного начала, дремлющего в человеке. Позднее МакКлур выпустил восемь книг пьес, четыре сборника эссе, включая эссе о творчестве Боба Дилана, и 14 сборников стихов. Избранные места из серии поэтической серии «Ghost Tantra» она даже как-то зачитывал львам в клетке зоопарка Сан-Франциско. Кроме того, МакКлур является автором автобиографических романов «Дикий детеныш» (The Mad Cub) и «Эксперт» (The Adept).
В январе 1967 года МакКлур принимал участие в эпохальном фестивале «Human Be-In» в парке Голден-Гейт, где встретились два поколения контр-культуры — битники и хиппи. Ожесточённые споры среди критиков вызвала пьеса МакКлура «Борода» (The Beard), в которой в сценическом действии раскрывается теория «Политики мяса», согласно которой люди видятся ничем иным как мешками с мясом.
МакКлур близко общался с Джимом Моррисоном, и во многом помог признанию поэтического таланта своего младшего собрата. МакКлур хотел снять Моррисона в киноверсии своей постановки «The Beard» в роли Билли-Кида. МакКлур и Моррисон работали над киносценарием по роману МакКлура «Эксперт», про который Джим говорил, что роман напоминает ему «Сокровища Сьерра-Мадре».
В качестве журналиста МакКлур писал для «Rolling Stone'», «Vanity Fair», «The L.A. Times» и «The San Francisco Chronicle». Среди его наград — Guggenheim Fellowship, приз «Obie» за лучшую пьесу, грант NEA, приз Alfred Jarry и грант Рокфеллера за сценарное искусство. Первая постановка пьесы МакКлура «The Beard» состоялась в Сан-Франциско на сцене Actor’s Workshop Theatre 18 декабря 1965 года. Второй раз пьесу поставили уже в июле следующего года в «Fillmore Auditorium». В новом большом зале пьесу могли посмотреть уже 700 человек. После успешного показа в Fillmore спектакль прошёл в «The Committee» в популярном в среде битников районе Норт-Бич, где спектакль должен был идти не один месяц. Однако Департамент полиции Сан-Франциско уже прослышал о скандальной пьесе. Первые два показа были записаны с эфира, а в третий раз сделали уже запись на киноплёнку. До этого полиция безуспешно пыталась запретить цензурой «Howl» Аллена Гинзберга, а также выступления Ленни Брюса и San Francisco Mime Troupe, поэтому за спектакль МакКлура взялись со всей основательностью. По окончании спектакля 8 августа 1966 года (это был всего лишь пятый показ) полиция арестовала актёров Билли Диксон (Billie Dixon) (роль Джин) и Ричарда Брайта (Richard Bright) (роль Билли). Актёров сначала обвинили в непристойном поведении, затем в покушении на уголовное преступление, и наконец, в распутном поведении в общественном месте.
Американский союз за гражданские права представлял на суде интересы актёров. Через 12 дней после ареста спектакль был поставлен на сцене The Florence Schwimley Little Theatre в Беркли. В зрительном зале присутствовали более сотни приглашённых экспертов, в том числе политические активисты, ученые, писатели и даже священники. Присутствовали также представители Департамента полиции и окружного прокурора. Через пять дней муниципалитет Беркли также подал в суд на актёров за непристойное поведение. И все же после нескольких месяцев заседаний судья Верховного суда Калифорнии объявил, что хотя пьеса и содержит материал спорного содержания, однако преследовать эту работу в суде неприемлемо. Все обвинения были сняты, и последующая за этим апелляция обвинения также была отклонена. После неудачных попыток поставить пьесу в Сан-Франциско, «The Beard» переместилась в Лос-Анджелес, где полиция раз за разом арестовывала актёров по окончании спектакля, и так 14 раз подряд. В конце концов постановка «The Beard» переместилась из Калифорнии в Нью-Йорк, где спектакль по итогам сезона 1967—1968 гг. получил награду «Obie Theatre Awards» за лучшую режиссуру и лучшую женскую роль. С тех пор пьеса ставилась бесчисленное количество раз в различных частях света, и стала очень популярна в студенческих театрах.
Перу Майкла Макклура принадлежит большое количество разнообразных трудов, в том числе теоретические и критические статьи о бит-культуре. Такие произведения Макклура, как «Поэма Пейоля», несомненно, стали прочной основой для возникновения литературы «спиритуальных сеансов» и подобной, среди которой, несомненно, книги Карлоса Кастанеды.